# Reginald Dacík
Vincenc Dacík, řeholním jménem Reginald Maria (21. ledna 1907, Uherský Brod – 21. dubna 1988, Moravec) byl český dominikán a katolický teolog, pronásledovaný komunistickým režimem.

## Život
V letech 1933–1940 působil jako profesor dogmatiky na filosofickém a teologickém učilišti řádu dominikánů v Olomouci.
V roce 1946 se stal převorem v dominikánském konventu u sv. Jiljí v Praze. Za inscenovaný „pokus o ilegální přechod hranic“ byl v letech 1950–60 vězněn (původně odsouzen na 19 let), po propuštění pracoval v Uherském Brodě jako dělník ve Frutě (do roku 1965); V letech 1965–1974 působil v duchovní správě na Velehradě. Byl činný jako učitel teologie i jako redaktor dominikánského nakladatelství Krystal. Je spoluautorem českého překladu „Summy teologické Tomáše Akvinského“.

## Dílo
- Bůh v duši : Tajemný život milosti, Olomouc, Krystal 19361 a 19372.
- Mravouka katolická podle zásad sv. Tomáše Akvinského, Olomouc, Krystal 1946.
- Prameny duchovního života : přehled theologie asketické a mystické, Olomouc, Krystal 1946.
- Věrouka pro laiky I-VI, Olomouc, Krystal 1937-1941.